# Mount Victoria (berg i Australien, Tasmanien)
Mount Victoria är ett berg i Australien. Det ligger i regionen Dorset och delstaten Tasmanien, i den sydöstra delen av landet, omkring 180 kilometer norr om delstatshuvudstaden Hobart. Toppen på Mount Victoria är 1 207 meter över havet, eller 416 meter över den omgivande terrängen. Bredden vid basen är 9,2 km.
Trakten runt Mount Victoria är nära nog obefolkad, med mindre än två invånare per kvadratkilometer.. Närmaste större samhälle är Ringarooma, omkring 12 kilometer nordväst om Mount Victoria.
I omgivningarna runt Mount Victoria växer i huvudsak städsegrön lövskog. Genomsnittlig årsnederbörd är 987 millimeter. Den regnigaste månaden är augusti, med i genomsnitt 119 mm nederbörd, och den torraste är januari, med 36 mm nederbörd.